# J. Howard Redfield
John Howard Redfield (* 8. Juni 1879 in Philadelphia; † 17. April 1944) war ein US-amerikanischer Bauingenieur, der vielseitig begabt war und auch bedeutende Leistungen als  Mathematiker erbrachte, was aber erst nach seinem Tod bekannt wurde. Er entdeckte in der Kombinatorik noch vor George Pólya 1927 dessen Abzähltheorie (Abzählsatz von Pólya).

## Leben
Redfield war der Enkel von William Charles Redfield, sein Urgroßvater der als Pionier des Dampfschiff-Passagiertransports auf dem Hudson und als Geologe bekannte William Charles Redfield. Er studierte am Haverford College mit dem Bachelor-Abschluss 1899. Einer seiner Lehrer war der Mathematiker Frank Morley. Danach war er kurze Zeit als Lehrling in einem Ingenieurbüro in Philadelphia, studierte dann aber zwei Jahre Bauingenieurwesen am Massachusetts Institute of Technology mit einem Abschluss (S.B.) 1902. Er arbeitete zwei Jahre in einer Baufirma in Wayne und als die Geschäfte nachließen, ging er 1904 nach New York City, wo er technischer Zeichner in einer Stahlbaufirma war. Die Tätigkeit als Ingenieur befriedigte  ihn nicht.  Er studierte wieder Sprachen und begleitete 1906 dank einer kleinen Erbschaft seine Schwester nach Frankreich. Er versuchte sich danach als Lehrer, fand aber keine dauerhafte Position. Redfield war schüchtern und ein wenig weltfremd, was ihn zu keinem guten Klassenlehrer machte und auch keinen guten akademischen Lehrer. 1907/08 studierte er vor allem französische Sprache und Literatur in Paris mit einem Abschluss von der Sorbonne. Wieder in den USA studierte er Romanistik an der Harvard University, an der er 1910 seinen Master-Abschluss erhielt und 1914 über die baskische Sprache promovierte. Einer seiner Professoren war der Anglist  George L. Kittredge. Während seines Studiums in Harvard war er 1908/09 Instructor für Mathematik am Worcester Polytechnic Institute, 1910/11 lehrte er Französisch am Swarthmore College und 1912 bis 1915 war er Instructor für Romanistik an der Princeton University. Von 1916 bis zu seinem Tod war er Bauingenieur in Wayne (Pennsylvania) (wo seine Familie seit 1892 wohnte). Zuerst war er bei einer Baufirma und von Anfang der 1920er Jahre bis 1931 bei der United Gas Improvement Company in Philadelphia. 1931 nahm er das Angebot an, ein Jahr am Haverford College eine Vertretungsprofessur wahrzunehmen, und gab seine Stellung trotz Bedenken auf. Nachdem das Jahr um war, konnte er nicht wieder auf seine alte Stelle aufgrund der Großen Depression. Er schlug sich vorwiegend mit Patentübersetzungen durch, lehrte 1938 im Navy Yard von Philadelphia vor Ingenieuren und wurde bald darauf Ingenieur bei der Chemiefirma DuPont in Wilmington. Das ließ ihm weniger Zeit für Mathematik, der er sich zunehmend zugewandt hatte. Er besuchte  häufig den Math Club am Haverford College und hielt dort 1940 Vorträge über elektronische Computer. 1942/43 erkrankte er an Krebs.
Sein Bruder Alfred Clarence Redfield war Ozeanograph.
Bei seinem Studium in Paris traf er Elli Proschwitz, die Tochter des Bürgermeisters von Kolberg. Sie schrieben sich während ihrer mehrjährigen Trennung und heirateten 1913 in Kolberg. Seine Ehefrau verließ aufgrund der deutschfeindlichen Stimmung 1915 die USA und lehrte in Kolberg als Lehrerin, bevor sie 1919 in die USA zurückkehrte. Sie hatten eine gemeinsame Tochter.

## Werk
In den 1920er Jahren wandte er sich auch der Mathematik zu (neben seinem Studium von Sprachen). Er studierte das Lehrbuch der Gruppentheorie von Camille Jordan (Traité des Substitutions), die Combinatorial Analysis von  Percy Alexander MacMahon und die Principia Mathematica von Alfred North Whitehead und Bertrand Russell.
Seine einzige zu Lebzeiten veröffentlichte mathematische Arbeit von 1927 nahm Polyas Abzähltheorie vorweg und wandte Gruppentheorie in der Kombinatorik an, blieb aber weitgehend unbeachtet, obwohl Redfield in Briefwechsel mit Percy MacMahon stand, der auch Thomas Muir auf ihn aufmerksam machten. Sein alter Lehrer Frank Morley, mit dem er in Kontakt blieb, hatte ihn zur Veröffentlichung ermutigt. Seine Arbeit löste auch ein Problem von McMahon und war eine Folgearbeit einer weiteren Arbeit, die er zwar 1940 beim American Journal of Mathematics einsandte, die aber zurückgewiesen wurde (sie erschien erst 1984). 1950 machte John Edensor Littlewood auf Redfields Arbeit von 1927 aufmerksam und 1960  Frank Harary.
Er interessierte sich auch für Logik, Spieltheorie, Anwendungen der Kombinatorik in der Linguistik und Knotentheorie und entwickelte komplexe Puzzle (in seinem Nachlass erhalten). Er besuchte mathematische Seminare und Kolloquien in Haverford und Pennsylvania. 1932 wurde er in die Phi Beta Kappa Sektion von Haverford gewählt.
Redfield hatte vielseitige Interessen. Unter anderem war er ein sehr guter Linguist, der viele Sprachen beherrschte. Schon als Jugendlicher interessierte er sich dafür und lernte auch die Kunstsprache Volapük. Später übersetzte er Patente aus und in die meisten europäischen Sprachen. Als Student spielte er im Mandolinenorchester und komponierte eine komische Oper, die am Haverford College aufgeführt wurde.

## Schriften
- The Theory of Group-Reduced Distributions, American Journal of Mathematics, Band 49, 1927, S. 433–455[2]
- Enumeration by frame group and range groups, Journal of Graph Theory, Band 8, 1984, S. 205–223
- Group theory applied to combinatory analysis, Communications in Mathematical and in Computer Chemistry, Band 41, 2000, S. 7–27 (Vorlesung von Redfield)